# Esperantina (Tocantins)
Esperantina  é um município localizado no extremo norte do estado do Tocantins, entre os rios Araguaia e Tocantins, na área geográfica denominada "Bico do Papagaio", entre os paralelos 5º10’06” S e 45º 41’ 46” W.
Tendo uma distância de 680 km da capital do Estado, Palmas, ocupa uma área de 504,02 km² (IBGE, 2001), de transição entre domínios de natureza de significativa biodiversidade, representados pelo cerrado e pela floresta amazônica (MDA, 2006). Ao lado de São Sebastião do Tocantins, é o município tocantinense mais ao norte.
O município foi criado em 5 de outubro de 1989 e instalado em 1 de janeiro de 1993. Sua emancipação política ocorreu em 10 de fevereiro de 1991, através da Lei Estadual nº 251/91.
Sua povoação começou por volta de 1974, quando chegaram a esta região os senhores Felipe da Silva Ribeiro e Vitoriano da Silva Ribeiro, os quais se agradaram do local e fixaram residência à margem da “Lagoa da Cota”, rodeada de terras férteis e viçosas, devolutas do Estado de Goiás na época.
Por ser uma região rica em caça, pesca e próspera para agricultura, atraiu moradores de outras regiões – Maranhão, Pará, Piauí, Alagoas e Bahia.
Com o índice cada vez maior de povoação, passou a ser chamada de “Centro de Pedro Souza”, depois “Centro dos Mulatos” devido à grande quantidade de descendentes de índios e negros que habitavam o lugar, o qual em 1980, já contava com trinta ranchos de palha.
Após o desmembramento oficial do município de São Sebastião do Tocantins, Esperantina atingiu um surpreendente desenvolvimento, tendo como primeiro Prefeito o senhor Deumar Alves dos Santos, que administrou de 1993 a 1996.
Hoje, Esperantina conta com uma população de 8.134 habitantes (2007-IBGE) e tem como Prefeita Geneci Perpétua dos Santos Almeida, eleita para o exercício 2009/2012.